# Dan-Barto
Dan-Barto este o comună rurală din departamentul Matamey, regiunea Zinder, Niger, cu o populație de 28.911 locuitori (2001).